# Pierre Léon Levavasseur
Cet article possède des paronymes, voir Léon Levavasseur et Pierre Levasseur.
Pour les articles homonymes, voir Levavasseur.
Pierre Léon Levavasseur, né le 9 mars 1756 à Rouen (Normandie), mort le 18 juillet 1808 à Paris (Seine), est un général et homme politique français de la Révolution et de l’Empire.

## Biographie
Fils de Pierre Jacques Amable Levavasseur, il entre en service dans l’artillerie et il y devient lieutenant en second le 22 juillet 1781. Capitaine en second dans l’artillerie des colonies le 1er novembre 1784, il passe capitaine en premier dans la 3e compagnie d’ouvriers le 31 janvier 1787 et il prend la fonction de chef de constructions au port de Toulon avec rang de lieutenant-colonel le 1er juillet 1792.
Il avait été élu le 7 septembre 1791 à l'Assemblée législative pour le département de Seine-Inférieure, le 16e et dernier, à la pluralité des voix.
Il est nommé chef de brigade et adjoint à la direction général d’artillerie de la marine le 12 février 1796. Il est promu général de brigade le 29 janvier 1800, et il est nommé général de division le 26 février 1803. Il est fait chevalier de la Légion d’honneur le 11 décembre 1803, commandeur de l’ordre le 14 juin 1804, et il prend les fonctions d’inspecteur général de l’artillerie de la marine.
Il est admis à la retraite le 8 octobre 1804.
Il meurt à Paris le 18 juillet 1808.
Il était l'oncle du Baron Charles Levavasseur.

## Distinctions
- Commandeur de la Légion d'honneur (1804)